# Foreste dell'altopiano del Camerun
Le foreste dell'altopiano del Camerun sono una ecoregione globale che fa parte della lista Global 200 delle ecoregioni prioritarie per la conservazione definita dal WWF.. Appartiene al bioma delle foreste pluviali di latifoglie tropicali e subtropicali della regione afrotropicale.
La regione si estende per circa 39.000 km² lungo una dorsale vulcanica al confine fra la Nigeria ed il Camerun che partendo dalla regione degli altopiani si sviluppa verso sud-ovest fino al Monte Camerun ed oltre fino all'isola di Bioko. La regione è considerata in pericolo critico.
La regione è inserita fra gli hotspot di biodiversità.

## Ecoregioni
Le foreste dell'altopiano del Camerun sono formate da due ecoregioni terrestri:
- AT0103 - Foreste degli altopiani del Camerun
- AT0121 - Foreste montane del Monte Camerun e di Bioko